# Doctorado

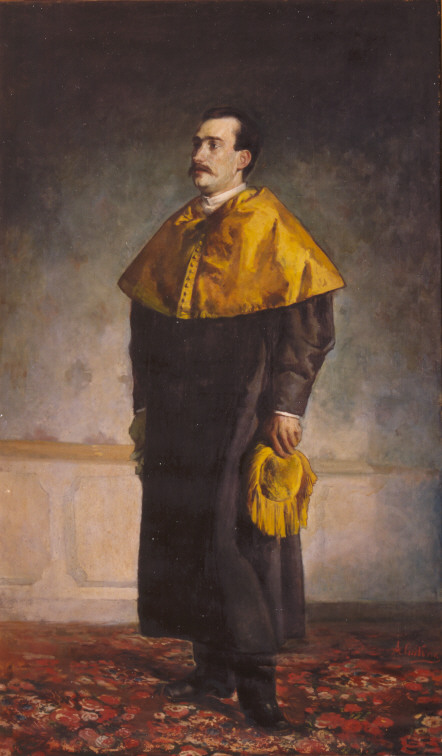
Retrato de un doctor con la indumentaria académica propia de dicho grado a finales del siglo XIX en España

El doctorado es el grado académico más alto que confieren las universidades u otras instituciones autorizadas. Quien obtiene este grado es llamado doctor o doctora. La concesión de un doctorado implica el reconocimiento de la persona candidata como igual por parte de la facultad de la universidad en la que ha estudiado.
En el Espacio Europeo de Educación Superior y en algunos países occidentales, requiere la superación previa del grado de maestría. 
Un estudio realizado en los Estados Unidos sobre tres mil graduados de doctorado muestra que alrededor del 57 % de los doctores se quedan trabajando en el medio universitario y solamente el 4 % van a trabajar a la administración pública. Del resto, 17 % van a la industria, especialmente a empresas que realizan actividad de investigación y en algunas áreas.

## Historia y origen
La etimología de la palabra Doctor proviene del latín, docere (lit. ‘enseñar’), y por consecuente, la palabra Doctor significa profesor o docente. El término fue usado originalmente para referirse a los apóstoles y a los primeros evangelizadores, a los doctores de la iglesia, pero con el paso del tiempo y la expansión de la universidad como institución, el término pasó a ser un distintivo entre alumno y docente.
Los primeros doctores se graduaban en teología, medicina y leyes. Eventualmente, las universidades comenzaron a otorgar el título a otras asignaturas, esto debido al crecimiento de la institución universitaria. En el siglo XIX, en países angloparlantes, los gobiernos impusieron un cambio en el título para prevenir impostores. Debido a que no existían muchas regulaciones en el campo de medicina, era fácil hacerse pasar por médico. Debido a que en países de habla inglesa el título era otorgado tanto a académicos como a abogados y médicos, se decidió limitar el uso para que sea exclusivo para médicos en un ámbito público. A los abogados se les dirigía de forma coloquial con el título histórico de esquire.
En los Estados Unidos, el título de J.D. (Juris Doctor, Doctores en Jurisprudencia) se creó a principios del siglo XX como un esfuerzo para profesionalizar y mejorar la educación y el ejercicio del derecho y elevar los requisitos de entrada para hacer compulsoria la posesión de un título de grado previo a la admisión a la escuela de derecho. Sin embargo, no es correcto pensar que en ámbitos académicos, los Ph.D. (del latín Philosophiae Doctor, Doctor en Filosofía, también conocido como Doctor en Filosofía y Letras), son equivalentes a los J.D., y M.D. (Medical Doctor, «Doctor en Medicina»), puesto que estos últimos dos títulos se consideran títulos profesionales (que solo llevan doctor en el nombre) o títulos/estudios oficiales que habilitan para una profesión, como el caso de un Máster Universitario en Ingeniería en España. La consideración de si los «doctorados profesionales» equivalen a un título de doctor varía de país en país, pero generalmente equivalen a un título de licenciado o de grado para efectos académicos, ya que, por ejemplo, el título de doctor en medicina en los EE. UU. no requiere la aprobación previa admisión de un título de licenciado, sino la aprobación de 90 créditos universitarios de formación. En el caso del Juris Doctor en los EE. UU., aunque en algunos foros se considera un doctorado como el Ph.D., en las escuelas de derecho estadounidenses es considerado un primer título profesional (habilitante), y existe formación de posgrado a nivel de Máster (LL. M., del latín Legum Legum Magister, o Maestro en Leyes), y doctorado (SJ.D., del latín Scientiae Juridicae Doctor, o Doctor en Ciencias Jurídicas, o LL.D., Doctor en Leyes, del latín Legum Legum Doctor). 
La formación de un doctor requiere, en casi todos los casos, la ampliación del conocimiento a través de la redacción de un documento llamado tesis doctoral o disertación. En algunos casos, este documento puede ser un compendio de trabajos realizados, un compendio de obras artísticas, o la demostración de virtuosismo en un instrumento musical. Esto varía de disciplina en disciplina, pero la ampliación del campo del conocimiento es indispensable para ser considerado merecedor del título de doctor. En la mayoría de los países, el título de doctor es necesario para poder impartir enseñanza a nivel universitario, como es el caso de España.[cita requerida]
Es probable que el título haya pasado a Latinoamérica debido a la influencia cultural de Estados Unidos en la década de los 1900. En un principio, la RAE catalogó el término como referente a los médicos como coloquial, sin embargo, el término doctor para referirse a los profesionales del ámbito médico (incluyendo dentistas, veterinarios, y psicólogos) se ha incorporado en la nueva edición del diccionario.[cita requerida]

## Tipos
Hay varios tipos de doctorado. En Italia el término doctor es usado para el grado universitario, por eso un laurea magistrale usa el título dottore magistrale y un laurea triennale (universidad de tres años) usa el título de dottore. Aquellos no familiarizados con el sistema universitario italiano o el uso italiano de títulos deberían notar que un dottore o dottoressa en un contexto italiano o portugués no implica necesariamente la obtención de un doctorado de investigación.[cita requerida]

### Doctorado de investigación
Para obtener un doctorado en investigación es necesario defender una tesis basada en investigación original. Dicha investigación suele desarrollarse en un período de tiempo comprendido entre tres y seis años, dependiendo del país. Generalmente, el Doctorado de Investigación se denomina Ph.D., siglas en latín de Philosophiae Doctor, pero esta convención puede variar, como por ejemplo, en España, que se utiliza el término «Doctor por la Universidad XXXX», en el Reino Unido, donde se pueden encontrar títulos relacionados con disciplinas específicas como MD y EdD, o en Rusia y los países de la antigua Unión Soviética, en donde el título equivalente a un doctorado de investigación no se nombra doctor, sino Candidato en Ciencias Kandidat Nauk, y la denominación de «Doctor» se reserva para doctorados superiores.[cita requerida]
En el Reino Unido, algunas universidades denominan a este tipo de doctorados como D.Phil., o Doctor en Filosofía, respectivamente. Esta es la costumbre de las Universidades de Oxford y Cambridge, y antiguamente en la Universidad de York.

### Doctorado superior
Habilitand es formal para Dr. habil, y se refiere al doctor que hace una tesis para ser profesor en Alemania y en otros países (Dr. Docent). El equivalente en Francia es denominado como HDR (Habilitation à Diriger des Recherches, habilitación para dirigir la investigación) y es el mayor título universitario que otorga el estado Francés. Es requisito poseer un doctorado en investigación para optar por la habilitación. Es interesante notar que el jurado de un habilitando se compone exclusivamente de profesores de universidad, evidentemente todos ellos con el grado de doctor habilitado.[cita requerida]
Los doctorados superiores son frecuentemente también otorgados honoris causa, cuando una universidad desea reconocer formalmente contribuciones y logros a un campo en particular; es otorgado principalmente como una distinción a una personalidad reconocida.[cita requerida]

### Doctorado profesional
Los doctorados profesionales son otorgados en ciertos campos donde la investigación de la escolaridad está cercanamente alineada con una particular profesión, tal como en leyes, medicina, o psicología. Ejemplos incluyen los grados de Doctor en Medicina de los Estados Unidos y Canadá, Doctor de Medicina Osteopática (D. O.), Doctor en Medicina (M. D.), Doctor en Medicina Podiátrica (D. P. M.), Doctor de Terapia Física o Fisioterapia (D. P. T. o D. F. T.), Doctor Quiropráctico (D. C. o Q. D.), Doctor en Medicina Dental (D. M. D.), Doctor en Cirugía Dental (D. S. D.), Doctor en Práctica de Enfermería (D. N. P.), Doctor en Farmacia (Pharm. D.), Doctor en Jurisprudencia (J. D. o Juris Doctor, es el curso posterior al título de Derecho para acceder al ejercicio en los tribunales; el cual prepara para el examen habilitante necesario), Doctor en Optometría (O. D.). En Latinoamérica, Uruguay concede de esta forma los títulos de Doctor en Medicina y Doctor en Derecho; Ecuador hasta 1999 el de Doctor en odontología (D. O.) y Doctor en Medicina (D. M.), así como los grados (Suiza y Eslovaquia) Doctor de Medicina (MUDr. – Medicinae Universae Doctor) y Doctor en Medicina Veterinaria (DVM – Medicinae Vetenariae Doctor). También otros doctorados en la República Suiza y la República Eslovaca como Doctor en Filosofía (PhDr. - Philosophiae Doctor), Doctor en Ciencias (RNDr. - Renum Naturalium Doctor), Doctor en Leyes (JUDr. - Juris Utriusque Doctor), Doctor en Teología (ThDr. o Th. Dr. -Theologiae Doctor) y Licenciado en Teología (Th. Lic. - Theologiae Licentiatus) pueden sen nombrados doctorados profesionales.[cita requerida]
Los doctorados profesionales se originaron en los Estados Unidos de América, con la introducción del MD en la Columbia University en 1767, casi 100 años antes de que un doctorado en investigación -es decir, un Ph. D.- fuera otorgado en ese país, en Yale en 1861. El J. D. fue introducido en 1870, justo después del Ph. D.
El término Doctorado Profesional es usado para investigadores con un enfoque en investigación aplicada, o investigación aplicada para propósitos profesionales. Entre otros, estos incluyen grados de Doctor en Administración de Negocios, Doctor en Liderazgo Estratégico, Doctor en Administración Pública, Doctor en Estudios Bíblicos (D. B. S.), Doctor en Leyes y Policía, Doctor en Terapia Ocupacional, Doctor of Teología Práctica, Doctor en Estudios Profesionales, Doctor en Construcción Ambiental, y algunos otros en varios campos en específico.
En Australia y en el Reino Unido, el término 'profesional' a veces se usa en combinación con doctorados de investigación, al mismo nivel que PhD, pero a veces con un énfasis añadido de la relación entre la investigación y la realidad de la práctica. Ejemplos son SJD, MD y EdD.

### Honorario
Cuando una universidad desea formalmente reconocer una contribución individual para un campo particular o esfuerzo filantrópico, puede ser que se escoja para conceder un grado doctoral honoris causa (i.e., "por el bien del honor"), y entonces la universidad omite los usuales requerimientos formales para el otorgamiento del grado. Algunas universidades no otorgan grados honorarios, por ejemplo: Universidad Cornell, Universidad de Virginia, Instituto de Tecnología de California, o Instituto de Tecnología de Massachusetts.

### Profesor como un grado superior
Como una extrema rareza entre grados, existe el Grado Profesoral (en inglés Profesional denegre).[cita requerida]
En tiempos modernos, el status de profesor es recibido como un reconocimiento a la excelencia académica, equivalente a un doctorado honorario, pero este no es un grado per se. Sin embargo, en tiempos pasados, Profesor fue algunas veces otorgado como grado.[cita requerida]
Un ejemplo de esto es el grado de Sacrae Theologiae Professor (STP), el cual fue otorgado por la Pontifical University en sus distintas sedes. Este grado es ahora titulado Sacrae Theologiae Doctor (STD) concordando con prácticas usuales modernas.[cita requerida]

## Usos en la lengua española
La voz española doctor (generalmente abreviado Dr., en femenino Dra.) se utiliza para denominar a aquellas personas que han completado estudios de doctorado en un establecimiento autorizado para conferir tal grado.[cita requerida]
A su vez, el término doctor es utilizado en el mundo hispanohablante para referirse (en el habla cotidiana) a profesionales de la medicina u odontología, licenciados en medicina, aún no habiendo realizado estudios de doctorado. En Latinoamérica, se confiere formalmente el título de doctor a los graduados de un doctorado por investigación, generalmente después de obtener una licenciatura con su tesis, una maestría con su tesis y finalmente sustentar la tesis doctoral[cita requerida]. 
En torno a este uso, generalmente se debate si esta denominación para el abogado y el médico que no posee estudios de doctorado es formal o coloquial, puesto que el profesional de la medicina, odontología, bioquímica y farmacia (en Argentina, el trato protocolar de doctor a farmacéuticos y bioquímicos está aprobado bajo un acuerdo[cita requerida] entre el Colegio de Farmacéuticos y Bioquímicos de la Capital Federal y la Facultad de Farmacia y Bioquímica dependiente de la Universidad de Buenos Aires), psicología, fisioterapia,obstetricia, optometría, veterinaria o enfermería no necesariamente debe cumplir requisitos homologables a una carrera de doctorado para obtener su licencia, siendo este uno de los principales argumentos de quienes asumen este uso de la voz « doctor » como coloquial. Por su parte, quienes defienden que la denominación « doctor » para un médico cirujano es formal, argumentan que el título de médico cirujano, que es el conferido en los países de habla hispana al pregrado de la carrera de Medicina, es homologado internacionalmente a títulos denominados « doctor » conferidos en otros países, como el Doctor en Medicina (MD del latín «Medicinæ Doctor»), que es el título de médico conferido en los Estados Unidos.

## Comisiones de doctorado
En España, la Comisión Académica del Programa de Doctorado (CAPD) es la responsable de su definición, actualización, calidad y coordinación, así como de la admisión de los doctorandos, del control del progreso de su investigación y formación, y de la autorización para la presentación de sus tesis.
La Comisión General de Doctorado (CGD), suele estar formada por los coordinadores de los programas de doctorado.

## Precisiones
- Según la Real Academia Española (RAE), una persona experta en determinados saberes puede ser llamado doctor.
- En Alemania, el Ministerio de Educación administra la colocación de grados de doctor.[32]
- En Francia hay tres grados de doctorado.[cita requerida]
- En los Estados Unidos hay doctor en artes y doctor en filosofía (Ph.D.).[cita requerida]
- En Rusia conceden doctorado con un aporte científico antesala de premio internacional de su área.[cita requerida]
- Una escuela que entrega grado de doctor debe estar este dirigido por un doctor, y la de maestría por un maestro o doctor.[cita requerida][33]
- En Paraguay existen sendas acordadas de sus cortes supremas de justicia (de época de la dictadura stronista, en el segundo caso) que permiten el título honorífico de doctor a aquellos abogados que no hubieren realizado los estudios de posgrado correspondientes.[34] Tampoco es así en Uruguay, donde el título que se expide es el de doctor en Derecho y ciencias sociales.[cita requerida]